# Aldo Silvani
Aldo Silvani, född 21 januari 1891 i Turin, Piemonte, död 12 november 1964 i Milano, Lombardiet, var en italiensk skådespelare.

## Roller i urval
- 1942 – Fyra steg i det blå
- 1947 – Leva i fred
- 1948 – Borgen i Parma
- 1949 – Catene
- 1950 – Hans majestät Pappa
- 1951 – Teresa
- 1953 – Skälmarnas marknad
- 1954 – Casta diva
- 1954 – La strada
- 1957 – Cabirias nätter
- 1958 – Kosackernas uppror
- 1959 – Ben-Hur